# Masnedø Kalv
Masnedø Kalv er en lille ubeboet ø i Storstrømmen mellem Sjælland og Falster, ca. 0,5 km sydvest for Masnedø. Øen er ca. 300 m lang og ca. 100 m bred.
Før øen kom i privateje, blev øen brugt som græsningsareal for ungkreaturer fra Gammel Masnedøgård og Ny Masnedøgård. Den eneste beboelse på øen er et sommerhus fra 1950erne.
Der er mange ynglende fugle på øen, om foråret er der blandt andet ænder og svaner.
I forbindelse med opførelsen i 1808 af et kanonbatteri på Masnedø, blev der opført et tilsvarende batteri ved Orehoved samt endnu et på Masnedø Kalv til at beherske farvandet mellem Sjælland og Falster. På Masnedø Kalv var der placeret tre 24-punds kanoner.
I 2021 blev den købt af finansmanden Per Wimmer.